# 加藤幹夫
加藤 幹夫（かとう みきお、1999年7月13日 - ）は、日本の俳優、元子役。劇団ひまわり所属。
神奈川県出身。身長180センチメートル。血液型B型。

## 出演
脚注のない出演作は、すべて所属劇団公式プロフィール（下記外部リンク節を参照）および本人がブログで公開している出演データからの参考。

### ビデオ
- Dt.「キズナ」プロモーションビデオ（2005年）
- H ZETT M「ピアノイズマイライフ」プロモーションビデオ（2007年）
- あたらしいみかんのむきかた（ポニーキャニオン、2011年） - むきお 役
- 平成24年度版 中学国語 1・2・3年生（光村図書出版、2012年） - 中学生 役

### テレビドラマ
- 花より男子 第1話（TBS、2005年） - つくしの友人をいじめる園児 役
- トミカヒーロー レスキューフォース 第30話（テレビ愛知、2008年） - 子分③ 役
- 時々迷々 第29話[注釈 1]「わたしのロボット」（NHK教育テレビ、2010年） - タケシ 役
- 時々迷々 第34話「人は木にはなれない」（NHK教育テレビ、2010年） - 主人公・芦田マルキ 役
- ABUアジア子どもドラマシリーズ 第2回[6]・第3回[7]・第5回[8]（NHK Eテレ、2011年） - 日本語吹き替え
- ホジュン〜伝説の心医〜（韓国MBC/テレビ東京） - 日本語吹き替え：ホジュンの兄 役

### CM
- 小学一年生 入学準備スタート号（小学館） - ラジオCM
- センター・オブ・ジ・アース（ギャガ、2008年） - 声の出演：テレビCM
- Wii用ソフト ウイニングイレブン プレーメーカー2009（コナミ、2009年） - テレビCF「親子」篇
- 南天のど飴（常盤薬品工業） - 声の出演：ラジオCM、ウェブ
- BIG X（アルパインジャパン） - ラジオCM 60秒「アルアルパイン」篇
- キッザニア - ラジオCM エピソード40秒「お金を稼ぐ大変さ」篇
- そーなんだ！ナビ（デアゴスティーニ・ジャパン） - 声の出演：テレビCM 30秒「子供の疑問・元気に質問」篇
- 久光製薬[2]

### 舞台
- ミュージカル 星の王子さま（シアター代官山） - 少年飛行士 役
- オペラ フィガロの結婚（サントリーホール）
- NINAGAWA十二夜 6月公演（新橋演舞場）
- G2プロデュース Nine The Musical（イオン化粧品 シアターBRAVA!） - 少年グイド 役
- 二月大歌舞伎 籠釣瓶花街酔醒（歌舞伎座） - 金棒 役
- ミュージカル 忍たま乱太郎 第2弾 予算会議でモメてます！（東京ドームシティ シアターGロッソ、2011年） - 摂津のきり丸 役
- ミュージカル 忍たま乱太郎 第3弾 山賊砦に潜入せよ（東京ドームシティ シアターGロッソ、2012年） - 摂津のきり丸 役
- 童謡詩劇うずら（和光市民文化センター サンアゼリア大ホール） - 正次 役
- 白石加代子 百物語シリーズ 第二十九夜「宮部みゆき二本立て」 - 劇中歌参加

### CD
- 小学館のおやこ図鑑 プチNEO ことばあそび[注釈 2]（小学館 プレNEOレーベル、2008年） - 声の出演：付属CD

### ラジオドラマ
- FMシアター「父のいた島」（NHK-FM、2010年） - 幼少期の和也 役[9]
- FMシアター「静かな大地 前編[10]」（NHK-FM、2012年） - 幼少期の三郎 役
- 青春アドベンチャー「旅猫リポート」第4話[11]・第5話[12]（NHK-FM、2014年） - よしみねの中学年 役

### 映画
- 魔法使いの弟子（2010年） - 日本語吹き替え：幼少期のデイヴ 役
- マイティ・ソー（2011年） - 日本語吹き替え：幼少期のソー 役
- ガーディアンズ 伝説の勇者たち（2013年） - 日本語吹き替え：不明
- ソロモンの偽証（2015年） - 橋田祐太郎 役
- ディストラクション・ベイビーズ（2016年） - 直弥 役
- 14の夜（2016年） - 内田 役

### ゲームソフト
- Kinect for Xbox 360 用ソフト Kinect ラッシュ：ディズニー/ピクサー アドベンチャー（マイクロソフト、2012年）

### テレビアニメ
- ブラッドラッド（2013年） - 声優出演：幼少期のウルフ 役

### テレビ番組
- NHK高校講座 数学I（NHK Eテレ、2015年[3] - ） - 生徒 役

## モデル活動
脚注のない出演作は、すべて本人がブログで公開している出演データからの参考。

### スチールモデル
- ドナハピッ！POPキービジュアル（日本マクドナルド） - 店頭ポスター、パンフレット
- 平成23年度版 小学校図工教科書（日本文教出版、2011年）